# Alessandra Rosaldo
Alessandra Rosaldo, właśc. Alejandra Sánchez Barredo (ur. 11 września 1971) – meksykańska piosenkarka i aktorka, jej kariera rozpoczęła się od meksykańskiego serialu DKDA. Była wokalistka meksykańskiego zespołu Sentidos Opuestos, sławnego w latach 90.

## Życiorys
W wieku 12 lat zaczęła udzielać się w chórze i wystąpiła w filmie dla dzieci. 7 lat później spotkała się z Chacho Gaytán, z którym od tego czasu się przyjaźni. Później wraz z nim i innym członkiem stworzyła trio znane jako Sentidos Opuestos. W 2008 roku została prowadzącą show telewizyjnego w stacji Telefutura.
Alessandra Rosaldo zaśpiewała piosenkę do serialu Grzesznica (Amarte es mi pecado) razem z Ricardo Montaner, zagrała również serialową Paulinę Almazan.

## Filmografia
- Instrukcji nie załączono 2013
- Premios juventud 2006
- Vecinos
- Reyes de la canción 2006
- Sueños y caramelos 2005
- Hora pico, La 2004
- Amarte es mi pecado (Grzesznica) 2004
- Salomé 2001
- Aventuras en el tiempo 2001
- DKDA: Sueños de juventud 2000